# Barão de São Miguel
Barão de São Miguel ist eine Ortschaft und Gemeinde an der portugiesischen Südküste, der Algarve.
Die Gemeinde liegt im Hinterland und ist die einzige Gemeinde des Kreises Vila do Bispo, die keinen Zugang zum Meer und damit keinen Strand besitzt. Auch ist sie die einzige Kreisgemeinde, die nicht zum Naturpark Parque Natural do Sudoeste Alentejano e Costa Vicentina gehört.

## Geschichte
Der heutige Ort entstand nach der Reconquista. Das älteste Gebäude im Ort ist die barocke Gemeindekirche aus dem 16. Jahrhundert.
Die eigenständige Gemeinde Barão de São Miguel entstand 1925, durch Ausgliederung aus der Gemeinde Budens.

## Verwaltung
Barão de São Miguel ist Sitz einer gleichnamigen Gemeinde (Freguesia) im Kreis (Concelho) von Vila do Bispo, Distrikt Faro. In ihr leben 586 Einwohner auf einer Fläche von 15 km² (Stand 19. April 2021).
Folgende Ortschaften liegen in der Gemeinde:
- Barão de São Miguel
- Monte Rui Vaz
- Quinta das Furnas